# فرودگاه موهه گولیان
فرودگاه موهه گولیان (به انگلیسی: Mohe Gulian Airport) یک فرودگاه همگانی با کد یاتا OHE است . این فرودگاه در کشور چین قرار دارد .

## شرکت‌های هواپیمایی و مقصدهای پروازی
| شرکت‌های هواپیمایی   | مقصدهای پروازی                 |
| ------------------- | ------------------------------ |
| هواپیمایی شرقی چین  | هاربین تایپینگ، شانگهای پودنگ  |
| هواپیمایی جنوبی چین | پکن, هاربین تایپینگ            |
| اوکی ایرویز         | هاربین تایپینگ، هیه، جیاگوداچی |